# Jørgen Kristensen
Jørgen Kristensen (* 12. prosince 1946, Hedehusene) je bývalý dánský fotbalista, záložník. 

## Fotbalová kariéra
Začínal v týmu Køge BK. Dále hrál v USA za Detroit Cougars. Nizozemskou ligu hrál za Spartu Rotterdam a Feyenoord, se kterým ligu v roce 1974 vyhrál. Pokračoval v Køge BK, v bundeslize za tým Hertha BSC a krátce v Dánsku za Næstved BK. Kariéru končil v amerických soutěžích v týmech Chicago Sting, Tulsa Roughnecks, Calgary Boomers, Wichita Wings a Kansas City Comets. V Poháru mistrů evropských zemí nastoupil ve 2 utkáních, v Poháru vítězů pohárů nastoupil ve 4 utkáních a dal 1 gól a v Poháru UEFA nastoupil ve 23 utkáních, dal 6 gólů a soutěž v roce 1974 s Feyenoordem vyhrál. Za dánskou reprezentaci nastoupil v letech 1971-1978 v 19 utkáních a dal 3 góly.

## Ligová bilance
| Ročník                                 | Zápasy | Góly | Klub             |
| -------------------------------------- | ------ | ---- | ---------------- |
| Dánská 1. divize 1967                  | 22     | 6    | Køge BK          |
| Eredivisie 1968/69                     | 16     | 4    | Sparta Rotterdam |
| Eredivisie 1969/70                     | 34     | 1    | Sparta Rotterdam |
| Eredivisie 1970/71                     | 31     | 2    | Sparta Rotterdam |
| Eredivisie 1971/72                     | 32     | 6    | Sparta Rotterdam |
| Eredivisie 1972/73                     | 34     | 7    | Feyenoord        |
| Eredivisie 1973/74                     | 34     | 14   | Feyenoord        |
| Eredivisie 1974/75                     | 34     | 9    | Feyenoord        |
| Eredivisie 1975/76                     | 32     | 7    | Feyenoord        |
| Dánská 1. divize 1976                  | 5      | 1    | Køge BK          |
| Německá fotbalová Bundesliga 1976/1977 | 14     | 4    | Hertha BSC       |
| Německá fotbalová Bundesliga 1977/1978 | 31     | 4    | Hertha BSC       |
| Dánská 1. divize 1978                  | 15     | 2    | Næstved BK       |
| CELKEM 1. nizozemská liga              | 247    | 55   |                  |
| CELKEM Německá fotbalová Bundesliga    | 45     | 8    |                  |